# بورس اوراق بهادار فیلیپین
بورس اوراق بهادار فیلیپین (به انگلیسی: Philippine Stock Exchange) بازار بورس اوراق بهادار فیلیپین است، که در سال ۱۹۲۷ تأسیس شد و هم‌اکنون قدیمی‌ترین بازار بورس فعال در آسیای جنوب شرقی می‌باشد.
بازار بورس فیلیپین در دو محل مختلف برگزار می‌شود، که شامل آیالا پلازا، در ماکاتی و دیگری در ساختمان مرکزی بورس اوراق بهادار فیلیپین مستقر می‌باشد.
شاخص اصلی بازار بورس فیلیپین، پی‌اس‌ای‌آی نام دارد، که از ۳۰ شرکت برتر این بازار بورس، تشکیل شده‌است.